# New Black
New Black is de elfde mixtape van de Amerikaanse rapper B.o.B. De mixtape is uitgebracht op 27 november 2014 onder Grand Hustle Records. B.o.B heeft op de mixtape met acht nummers, geen andere artiesten gebruikt.

## Tracklist
| Nr. | Titel           | Duur |
| --- | --------------- | ---- |
| 1.  | Missing         | 3:32 |
| 2.  | New Black       | 3:54 |
| 3.  | Generation Lost | 3:01 |
| 4.  | Dr. Aden        | 4:21 |
| 5.  | Through My Head | 2:34 |
| 6.  | Paper Route     | 3:32 |
| 7.  | Broken Bones    | 3:40 |
| 8.  | Provo King      | 3:09 |